# 琉球鈍頭蛇
琉球鈍頭蛇（學名：Pareas iwasakii）是蛇亞目新蛇科鈍頭蛇屬下的一個蛇種，主要以蝸牛為食。此類蛇是日本的特有種。

## 備註
- 1996年世界保育監察中心：琉球鈍頭蛇

1. ↑  World Conservation Monitoring Centre (1996). Pareas iwasakii.   2006 IUCN Red List of Threatened Species. Downloaded on 28 July 2007.